# 436 v.Chr.
Het jaar 436 v.Chr. is een jaartal volgens de christelijke jaartelling.

## Gebeurtenissen

### Italië
- Er heerst een hongersnood in Rome, de bevolking pleegt uit wanhoop zelfmoord door zich in de Tiber te werpen.

## Geboren
- Xerxes II (~436 v.Chr. - ~424 v.Chr.), koning van Perzië
- Isocrates (436 v.Chr. - ~338 v.Chr.), Atheens redenaar